# Clavatospora filiformis
Clavatospora filiformis är en svampart som beskrevs av Nawawi 1973. Clavatospora filiformis ingår i släktet Clavatospora och familjen Halosphaeriaceae.   Inga underarter finns listade i Catalogue of Life.